# Alegeri legislative în Franța, 1968
Alegerile legislative franceze au avut loc la 23 și 30 iunie 1968, pentru a alege a patra Adunarea Națională a Franței a celei dea Cincea Republici. Acestea au avut loc în urma tulburărilor provocate de radicalii de stânga în mai 1968. La data de 30 mai 1968, într-un discurs la radio, președintele Charles de Gaulle, care a disparut timp de trei zile (el a fost în Baden-Baden, Germania), a anunțat dizolvarea Adunării Naționale, precum și noi alegeri legislative ca modalitate de restabilire a ordinii.În timp ce muncitorii s-au întors la locurile lor de muncă, prim-ministrul Georges Pompidou a militat pentru apărarea "Republicii" în fața amenințării comuniste și a apelat la "majoritatea tăcută". Stânga a fost divizată. Comuniștii au contestat liderului Federație Stângii Democratice Socialiste (FGDS) François Mitterrand pentru că nu s-a consultat înainte de a anunța candidatura la alegerile prezidențiale următoare, precum și pentru formarea unui guvern provizoriu condus de Pierre Mendès-France. Extrema stânga și Partidul Socialist unificat au protestat împotriva pasivitații partidelor de stânga. În urma acestor alegeri Uniunea Gaullistă pentru Apărarea Republicii a devenit primul partid din istoria Republicii Franceze ce a obține o majoritate parlamentară absolută în timp ce FGDS s-a dezintegrat. 